# Rafael Boban
Rafael Ranko Boban va ser un ústaixa comandant de la Legió Negra (Crna Legija), en temps de l'Estat independent de Croàcia.
Boban va néixer el 22 de desembre de 1907 a Sovići, prop Grude, a l'actual Bòsnia i Hercegovina. Va emigrar de Iugoslàvia el 1932, moment en què va conèixer i es va unir a Ante Pavelić. Va tornar a Croàcia aquell mateix any, participant el novembre en una acció armada fallida dels ústaixes a Velebit, encapçalada per Andrija Artuković. Després de la mort del coronel Jure Francetić a mans dels partisans el desembre de 1942, Boban es va convertir en l'únic comandant de la Legió Negra, que fou inclosa en la 5a Divisió de l'exèrcit. Dos anys més tard, Boban es convertí en General.